# لکنو

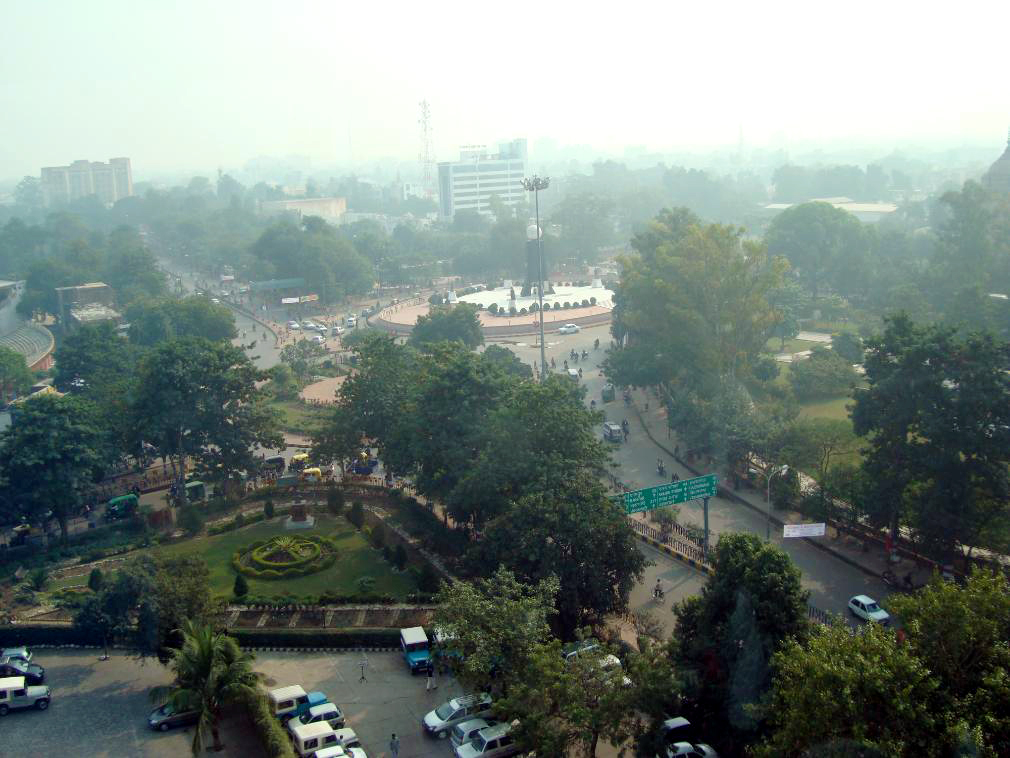
نمایی از شهر لکنو پایتخت اوتارپرادش هند

لَکنو (اردو: لکھنؤ، هندی: लखनऊ، انگلیسی: Lucknow) پایتخت ایالت اوتار پرادش در هند است. این شهر مقر اداری «منطقهٔ لکنو» و «بخش لکنو» نیز هست. معنای این شهر در زبان انگلیسی به معنای «شانس» است.
طبق سرشماری سال ۲۰۱۰ جمعیت این شهر ۲٬۷۵۰٬۴۴۷ نفر بوده و مساحتش ۲٬۵۲۸ متر مربع اعلام شده است. زبان رسمی مردم لکهنؤ هندی و اردو است.
لکنو یکی از سریع‌ترین شهرهای رو به رشد در هند است و به سرعت به عنوان یک مرکز صنعتی، تولیدی، تجاری و خرده‌فروشی خود را مطرح کرده و ترکیبی منحصر به‌فرد از سنت‌های غنی فرهنگی و رشد سریع اقتصادی را ارائه می‌کند. این امر باعث شده اهالی این کلانشهر علاوه بر به حاشیه کشانده نشدن فرهنگ خود و عدم فرهنگ‌باختگی با تکیه بر سنت های خود همه امور را ترقی بخشند. لکنو تنها شهر دارای مترو در اوتار پرادش بوده و دومین شهر بزرگ این ایالت پس از کانپور است.
لکنو شهر محبوب نواب‌ها بوده که حکمرانانی شیعه بودند. به این شهر «شیراز هند» و «قسطنطنیه هند» هم گفته شده است.
در فارسی نام این شهر را به صورت لکنهو، لکنهور، لکناهو، لکناو و لکهنو نیز ضبط کرده‌اند. لکنو را به ادله تاریخی می‌توان ایرانی‌ترین شهر هند دانست و از دیر باز به نام شیراز هند شناخته شده است. این شهر همچنین دارای بیشترین آمار مسلمانان شیعه در هند است به طوری که حدود ⅛ جمعیت لکنو را مسلمانان شیعه که سرمنشأ ایرانی و عربی دارند، تشکیل داده است.

### خاندان خمینی
سید احمد موسوی هندی پدر بزرگ سید روح‌الله خمینی، در کینتور به دنیا آمد. او که از هم‌دوره‌های میرحامد حسین محسوب می‌شد، در اواسط قرن سیزدهم هجری، لکنو و کشور هند را ترک کرده و راهی نجف شد. سید احمد موسوی هندی به دعوت بزرگان خمین تصمیم به اقامت در خمین و به‌عهده گرفتن مسئولیت رسیدگی به امور دینی مردم آن منطقه گرفت.

### مشاهیر ایرانی‌تبار
- مهدی خواجه پیری
- غلام‌محمد هفت‌قلمی
- میر حامدحسین
- سعید اختر رضوی
- امام الدین احمد
- نواب آصف‌الدوله
- ابوالفتح محمد میرزا
- محمد علی شاه (هند)
- سید علی‌نقی نقوی
- سعادت‌علی‌خان
- علی نقوی
- میرزا سلامت علی دبیر
- تغلق‌شاهیان
- ابوطالب لندنی
- سلیم الزمان صدیقی
- سنجر طهرانی
- علی فضل
- آذرمیدخت صفوی
- هانی ایرانی
- جاوید اختر
- سید طیب جزایری
- ابراهیم لکهنویی
- محمد هدایت‌الله
- میرزا مهدی‌علی‌خان بهادرجنگ
- سید بهادر حسن خان بهادر
- ناطق مکرانی
- نذیر احمد (ایران‌شناس)
- تفضل حسین کشمیری
- سید دلدار علی نصیرآبادی
- آقا حسن عابدی
- انیس الحجاج
- سراج‌الدین علی خان آرزو
- خاندان اجتهاد
- غازی‌الدین حیدرشاه

### کتب فارسی مطبعهمنشی نوال کیشور
- فرهنگ آنندراج
- برهان قاطع
- الاستبصار
- دیوان شیخ احمد جامی
- انوار سهیلی
- نامه خسروان جلال‌الدین میرزا قاجار

## نگارخانه

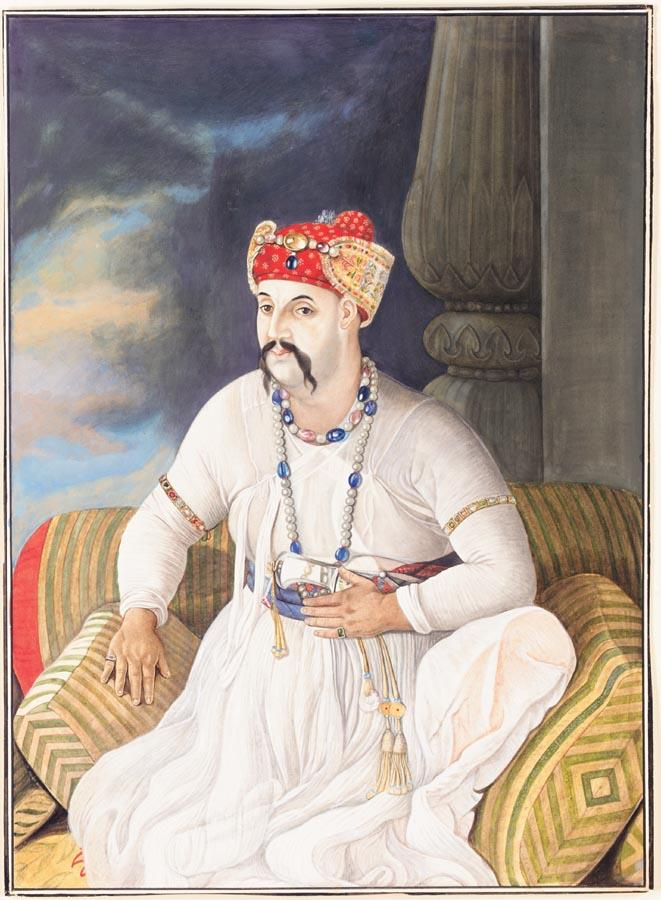
نواب آصف‌الدوله از حاکمان لکنو
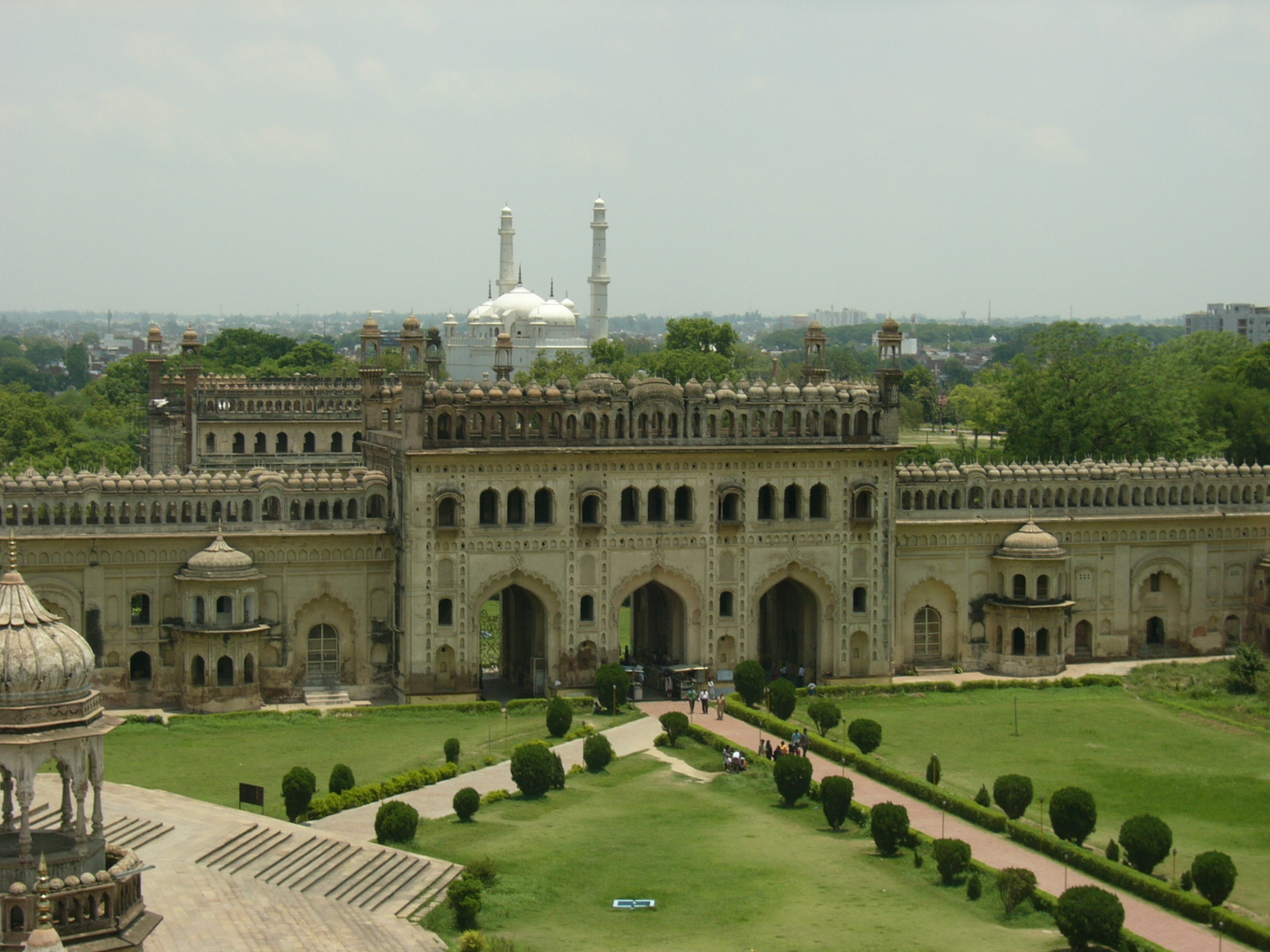
ورودی حسینیه آصفی
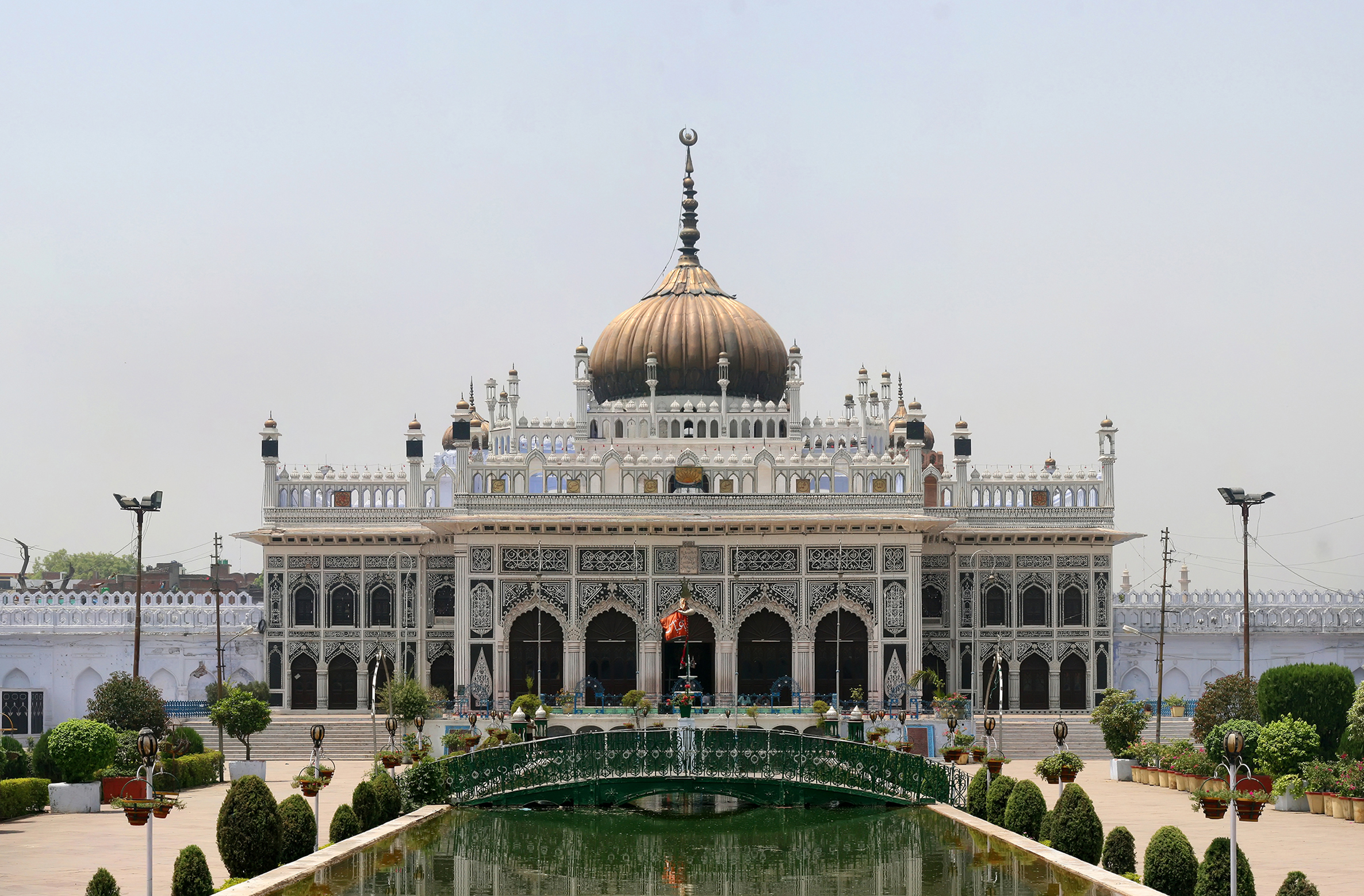
حسینیه کوچک لکنو
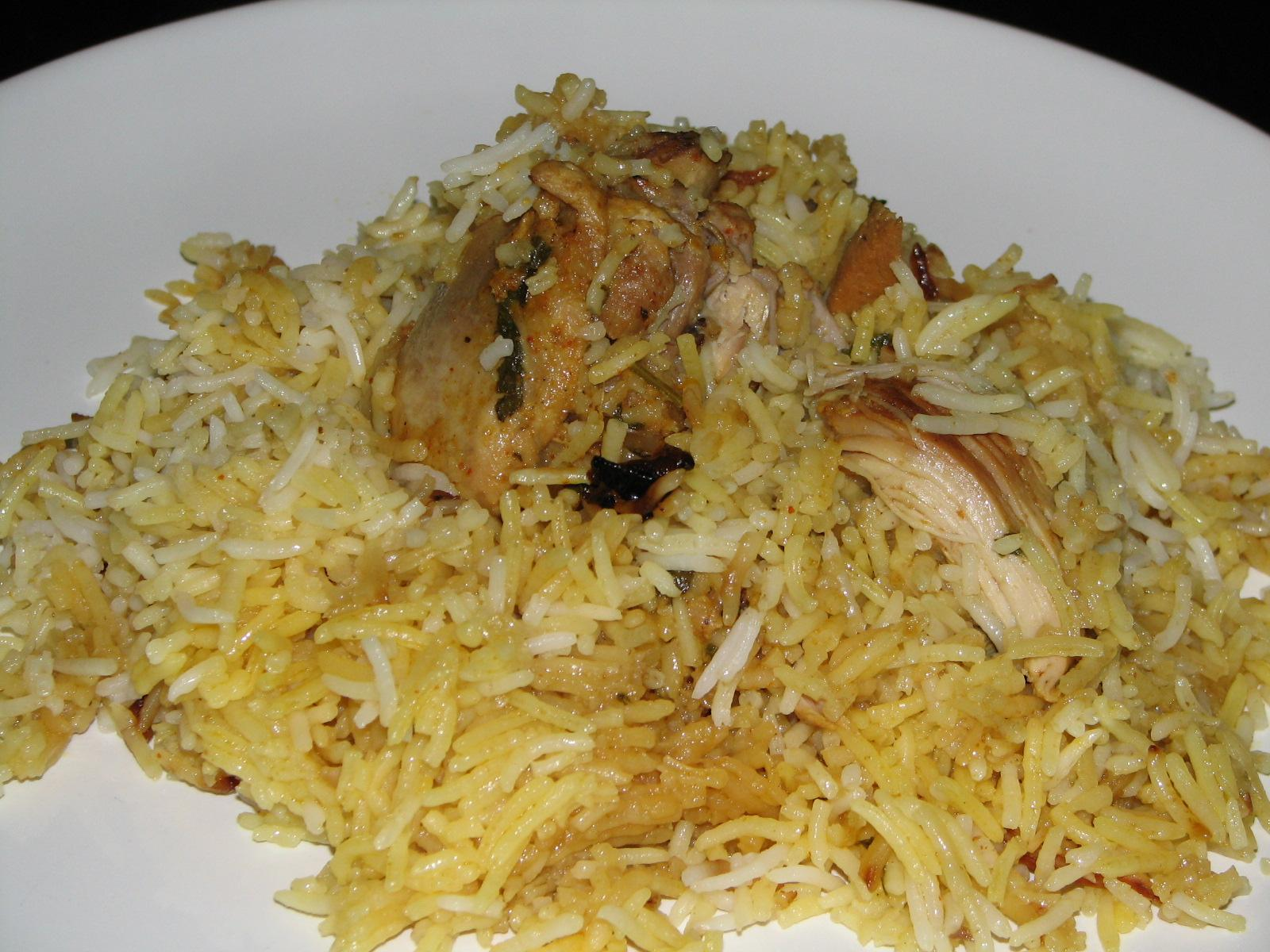
بریانی غذای محبوبی در هند
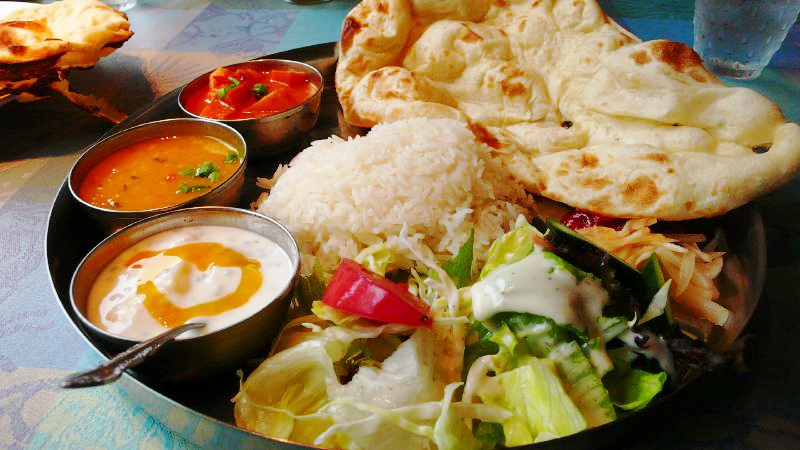
تالی مخصوص اوتار پرادش همراه با نان، دال سلطانی، ریتا و شاهی پنیر.
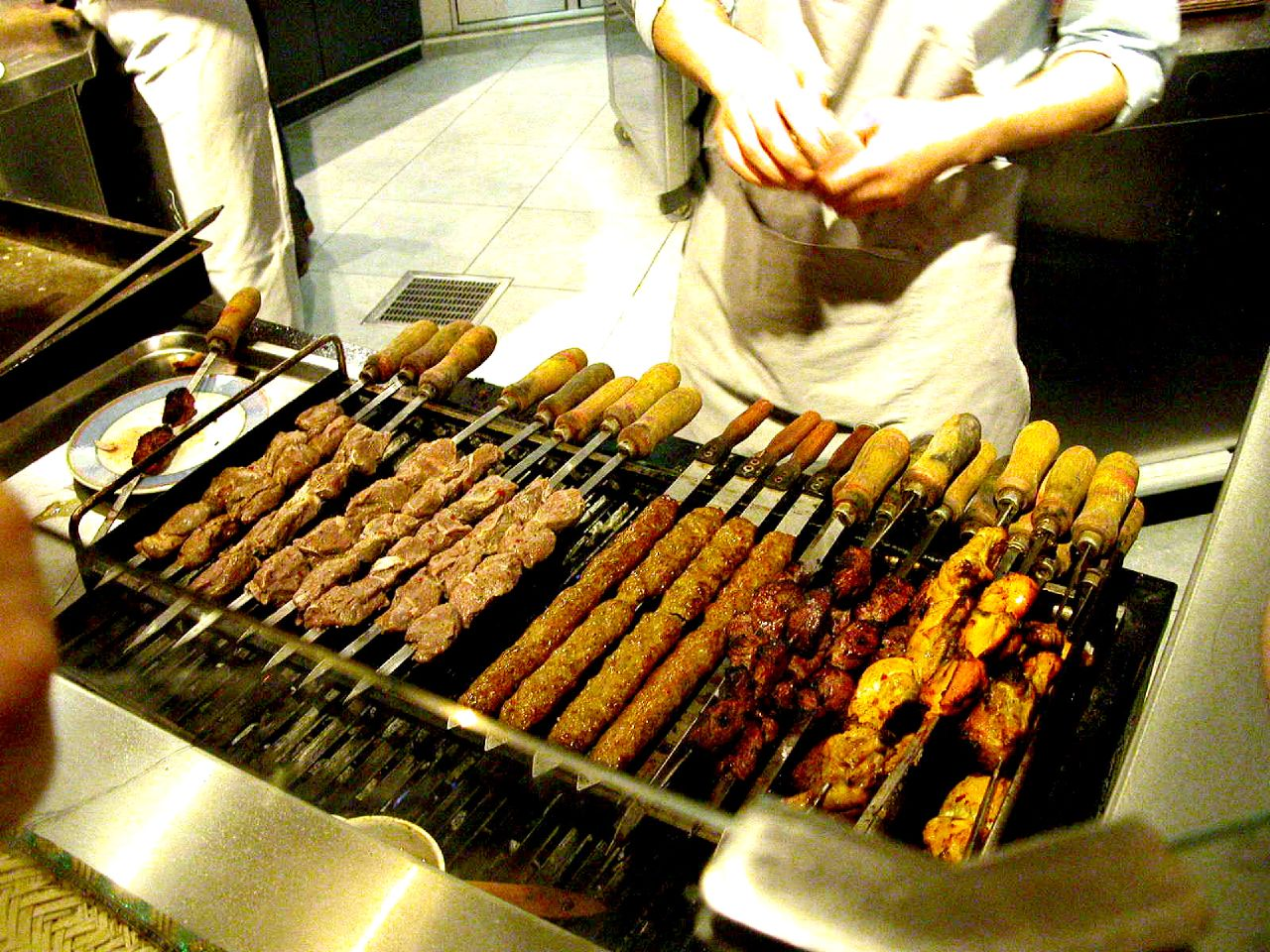
کباب بخش بزرگی از آشپزی اوتار پرادش است.
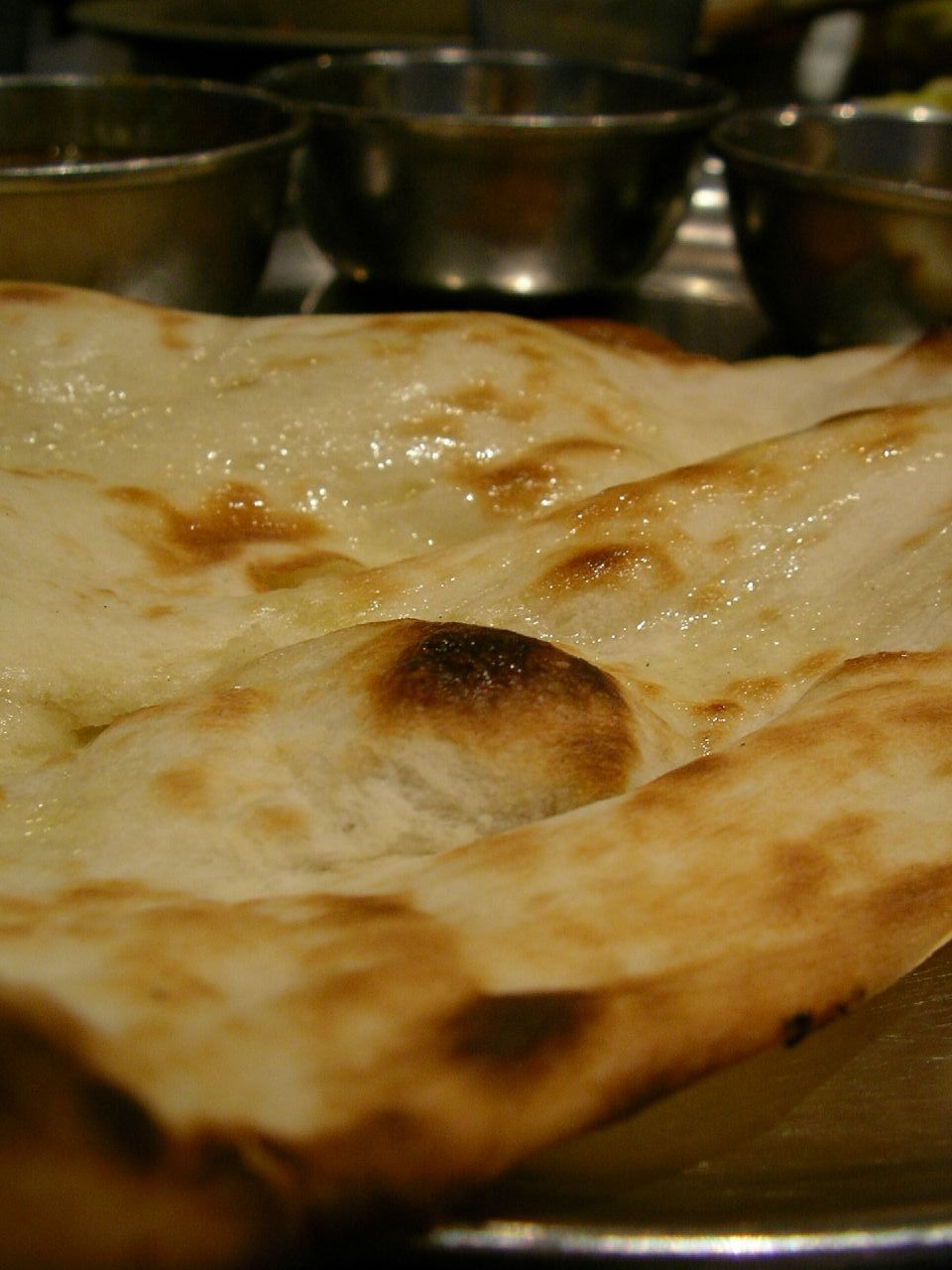
نان یکی از غذاهای عمده مردم در اوتار پرادش است.
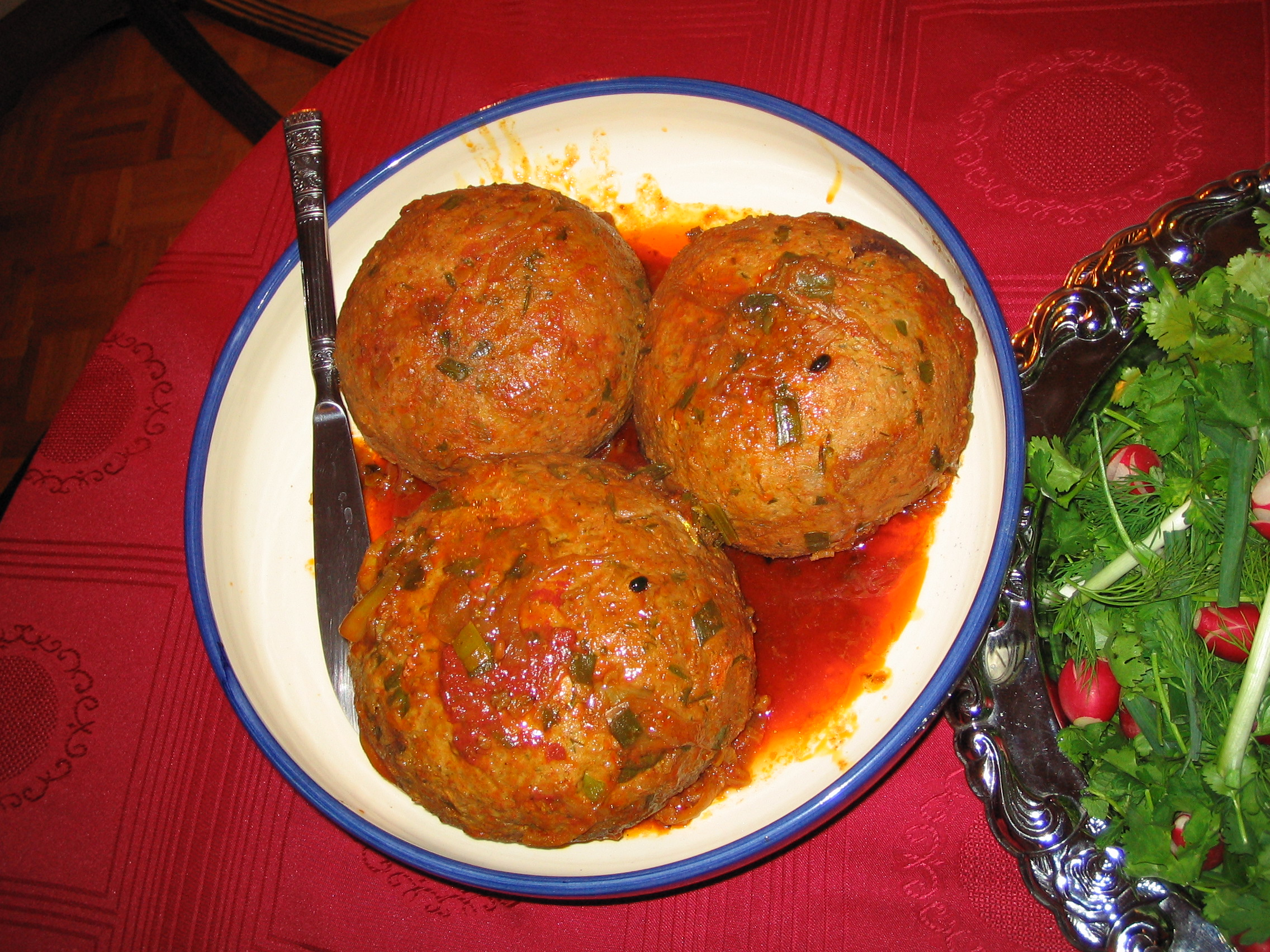
کوفته محبوب‌ترین غذای اوتار پرادش است.
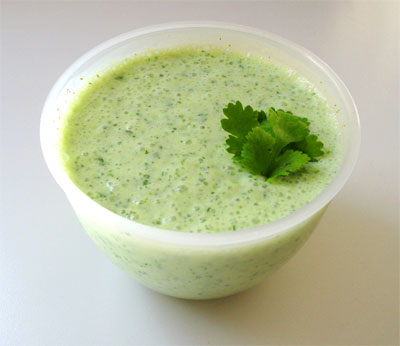
ریتا غذایی که ریشه در اوتار پرادش دارد.
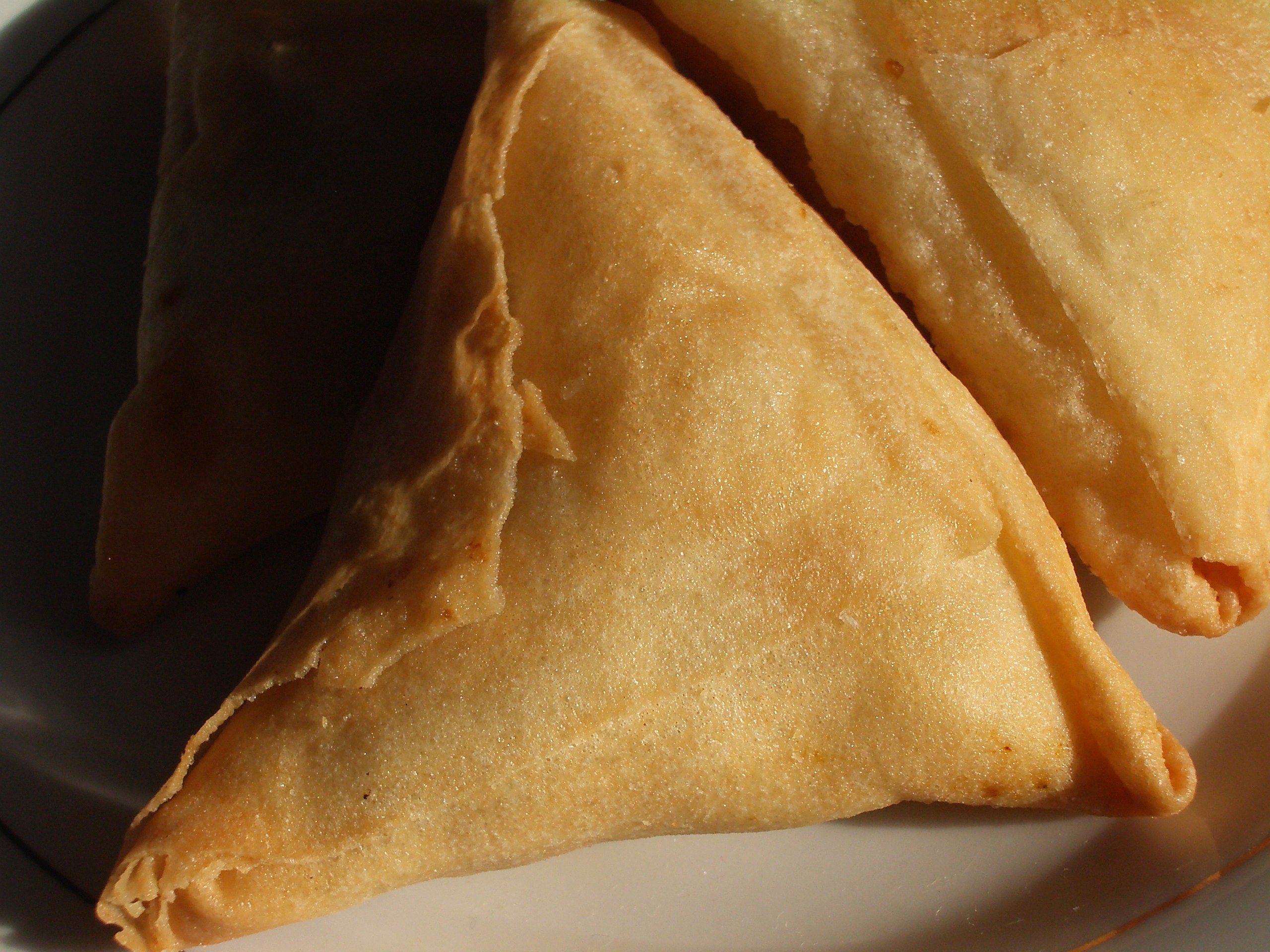
سموسه از خوراکی‌های محبوب شهر.
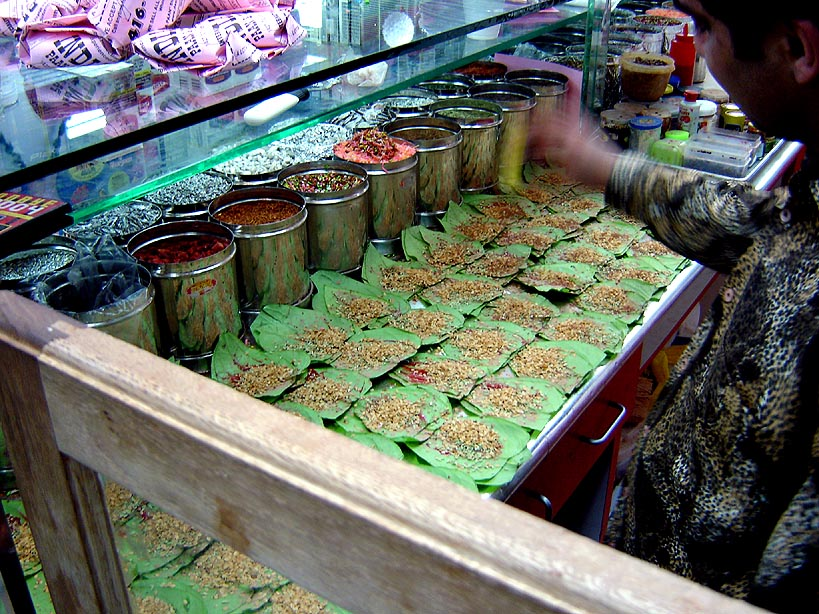
فروشگاه پان هندی در لکنو